# テンポラリー・クラウン
テンポラリー・クラウン（Tec 、仮歯）は、歯科治療で用いられる暫定的な補綴物の事。前歯部においては 最終補綴物を合着するまでの間の審美問題を解決する事に、臼歯部においては咬合の安定化をはかるために用いる。近年、審美的治療の発達、および精密な咬合確認が必要なデンタルインプラント治療の普及により使用頻度が増してきている。審美歯科領域においてブラック・トライアングルの解消等の歯間乳頭の整形を行い、最終補綴物の形の参考に用いる目的のものを特にプロビジョナルレストレーション（プロビと略す事も多い）と呼ぶことがある。プロビジョナルレストレーションとして用いる場合は回復する歯肉にあわせて、また最終補綴物の形を模索するために段階的に数度作り直すことや間接法を用いて歯科技工所で製作する事も多い。